# Tomaš Đurović
Tomaš Đurović (montenegrinisch-kyrillisch Томаш Ђуровић; * 14. Februar 1994) ist ein montenegrinischer Leichtathlet, der sich auf das Kugelstoßen spezialisiert hat.

## Sportliche Laufbahn
Erste internationale Erfahrungen sammelte Tomaš Đurović 2011 bei den Jugendweltmeisterschaften nahe Lille, bei denen er mit einer Weite von 16,50 m in der Qualifikation ausschied, wie auch bei den Juniorenweltmeisterschaften in Barcelona im Jahr darauf mit 17,27 m. 2013 erreichte er bei den Junioreneuropameisterschaften in Rieti mit 17,77 m Rang 13 und schied im Diskuswurf mit 48,69 m in der Vorrunde aus. 2014 wurde er bei den U23-Mittelmeermeisterschaften in Aubagne mit 17,82 m Vierter und im Jahr darauf schied er bei den U23-Europameisterschaften in Tallinn mit 17,31 m in der Qualifikation aus. 2016 gewann er bei den U23-Mittelmeermeisterschaften in Tunis mit 18,07 m die Bronzemedaille und 2017 gewann er bei den Spielen der kleinen Staaten von Europa (GSSE) in Serravalle mit 18,80 m die Silbermedaille hinter dem Luxemburger Bob Bertemes. Anschließend gelangte er bei der Sommer-Universiade in Taipeh bis in das Finale, in dem er mit 18,39 m den zehnten Platz belegte. 2018 nahm er erstmals an den Europameisterschaften in Berlin teil, erreichte dort mit 19,33 m aber nicht das Finale. Im Jahr darauf gewann er bei den GSSE in Bar mit 19,40 m erneut die Silbermedaille hinter dem Luxemburger Bertemes. Anfang September belegte er dann bei den Balkan-Meisterschaften in Prawez mit 18,71 m den siebten Platz. 2021 steigerte er den montenegrinischen Landesrekord auf 20,60 m und wurde bei den Balkan-Meisterschaften in Smederevo mit 19,89 m Vierter, wie auch bei den Balkan-Meisterschaften 2022 in Craiova mit 19,67 m. Im Jahr darauf gewann er bei den GSSE in Marsa mit 18,36 m die Silbermedaille hinter dem Luxemburger Bob Bertemes und anschließend wurde er bei der 3. Liga der Team-Europameisterschaft im Rahmen der Europaspiele in Chorzów mit 18,21 m Fünfter. 2024 belegte er bei den Balkan-Meisterschaften in Izmir mit 18,67 m den sechsten Platz. Im Jahr darauf vertrat er Montenegro bei der 3. Liga der Team-Europameisterschaft in Maribor im Kugelstoßen und im Hammerwurf, ehe er bei den Balkan-Meisterschaften in Volos mit 16,78 m auf den 14. Platz im Kugelstoßen gelangte.
In den Jahren von 2020 bis 2025 wurde Đurović montenegrinischer Meister im Kugelstoßen.